# Orthotermes
Orthotermes es un género de termitas  perteneciente a la familia Termitidae que tiene las siguientes especies:
1. Orthotermes depressifrons
2. Orthotermes mansuetus